# Bart Simpson comics
Bart Simpson Comics conocida en España por su título original y en América Latina como Los cómics de Bart Simpson fue una serie de cómics estadounidense de temática humorística. Fue uno de los múltiples spin-off de la serie Simpson Comics, y uno de los más importantes de la misma. Destinada a un público más infantil que la serie principal, la serie contaba los avatares de Bart Simpson en su colegio, con sus amigos y con su familia, pero siempre desde su punto de vista, siendo él el protagonista de los sucesos. Editada por Bongo Comics Group, la ya desaparecida editorial estadounidense propiedad de Matt Groening y Bill Morrison, Bart Simpson Comics se mantuvo en el mercado durante cien números de aparición regular, finalizando en 2018. 

## Argumento
Bart Simpson Comics contaba las aventuras de Bartholomew J. Simpson, (conocido simplemente como Bart) un niño estadounidense de diez años, travieso y bromista, pero de buen corazón, estudiante en la escuela primaria de su pueblo natal, Springfield. Es el primogénito del matrimonio formado por Homer Simpson y Marge Bouvier, quienes tienen otras dos hijas más.
En un tono humorístico y jocoso, la serie narraba los avatares de Bart con su cuadrilla de amigos, sus travesuras, sus bromas y su relación con sus padres y sus hermanas Lisa y Maggie, (en muchas ocasiones cómplices de las andanzas del muchacho) además de con sus amigos y profesores, entre los que destacaba el director de su escuela, Seymour Skinner, a quién el niño detestaba (al igual que sus compañeros) y que era el frecuente blanco de sus bromas. La serie mostraba el mundo de los niños en tono de humor, estando claramente enfocada a un público más infantil que la serie madre, y careciendo, por ello, de toda la sátira social que se mostraba en la primera.

## Lista de publicaciones
En esta lista de las publicaciones de Bart Simpson Comics pueden ver el número de la historieta y los títulos originales de las historias dentro de los cómics:
| - Comic #1 - "Big Fat Trouble in Little Springfield" - "Grrrl Whirl" - "Close Encounters of the Nerd Kind" - Comic #2 - "Bart's Day at the Zoo" - "Talent Hunt" - "Maximum Bart" - "Futility Belt" - Comic #3 - "The Space Family Simpson in Terror on Trioculon" - "Battle of the Boy-Bands" - "Sky-High Bart" - Comic #4 - "...Who wants to win a Pocketful of Quarters?" - "Quantum Cola" - "Bully for You" - Comic #5 - "Wild, Wild Bart" - "Bart's Puzzle Page" - "Wild, Wild Bart Part II - "The Case of the Hanging Shoes From the Secret Files of Lisa Simpson" - "Bart Simpson's Day Off" - Issue #6 - "The Supercat of Springfield!" - "Bart Simpson and Milhouse Van Houten in: The Invisible Nerd!" - "24 Hours in the Life of Ralph Wiggum!" - Issue #7 - "See You Later, Alligator!" - "The Case of the Missing Moon Waffles From the Secret Files of Lisa Simpson - "Bart Simpson and his Family Visit Stampy the Elephant in: All's Veldt That Ends Veldt!" - Issue # 8-Aug 2002 - "The Dickens You Say" - "Li'l Kang and Kodos in Baby's First Abduction!" - "Professor Frink's Partly Probable Parables: Sashimi Bart! - "Bart & Milhouse's Almost Excellent Adventure" - Issue #9-Nov 2002 - "O Bart, Where Art Thou?" - "A Chair of One's Own" - "Bart's Nasty Shirt" - "Cooking with Kang and Kodos" - "Prize Possession" - "Cyrano de Bart" - "Hill of Beans" - Issue #10 - "Bartology 101" (did not appear in the comic's first printing) - "Bart's Beard" - "Snow Brawl" - "Li'l Itchy & Scratchy in: Of Mice and Menace!" - "Lunch Pales" - "The Madness of Milhouse" - Issue #11 - "From Lichtenslava with Love" - "Tango Tangle" - "Bartzilla" - "Balloon Payment" - Comic #12 - "An Anime Among Us!" - "Taming your Wild Child" - "Bart's Anagrams" (did not appear in the comic's first printing) - "Scheme Supreme" - "Bart Fink and the Mighty Mississip" - Comic #13 - "Bartzan and the Ancient Forbidden Golden City of Gold!" - "Bartzan and the Ancient Forbidden Golden City of Gold! Part 2" - "Little Buddy Day" - "Scaredy Cats" - "Bart's Big Spill" - Comic #14 - "Bart Simpson in The Time Bandit!" - "Bart Simpson in Bring Your Parents to Work Day" - "Bart Simpson in Computer Hackles" - "Bart Simpson in Bart Does Something Fishy!" - "Lisa Simpson in Reading Night" - Comic #15 - "Another One of Professor Frink's Partly Probable Parables: Bart Version 2.0 - "Lisa Simpson in Diary of a Mad Sax Camper - "Lisa Simpson in Bad Hair Day! - "Maggie Simpson in Invasion of the Baby Snatchers - Comic #16 - "Picture Day" - "The Squish of Death" - "The Case of the Headless Dolls" - "Zone Wars" | - Comic #17 - "Legends of the Bartman Family" - "Li'l Abe Simpson: The Able-Bodied Boy" - "The Special Kid... The Hinting Hippie" - Comic #18 - "Bart Simpson: Secret Agent Man Part 1" - "The Truth About Cats ans Mice" - "Bart Simpson: Secret Agent Man Part 2" - Comic #19 - "Are you Gonna Eat that?" - "Art for Bart's Sake" - " Maggie's Mobilization" - "The Mediocre Misadventures of Martin and Milhouse! Bartless on a Tuesday" - Comic #20 - "The Great Springfield Donut War" - "Movie Mayhem" - "Bart's Fun Pages" - "Batter-Up Bart" - "The Three Stages of Teaching" - "Cuff It Up!" - Comic #21 - "Final Detention" - "Bart Burger" - "Bait and Cackle" - "Birth of a Salesman" - "Bart vs. The One Man School" - "Bart Simpson Explains:"The Sick Day" - "Special Delivery" - "Kwik-E-Bart" - "Grampa Bart" - "Flu Shot" - Comic #22 - "Bart's Got Spirit!" - "Nelson Muntz's Guide to Grown-up Nerds" - "The Kiss of Blecch!" - "The Maggie & Moe Mysteries: The Willful Will" - "Comic Fan No More" - "Box Office Bingo" - "Cross Country Clown" - Comic #23 - "Bart Gets Stumped" - "Mayor Maggie" - "Stink & Stinkability - "The Crimespree on Springfield 2!" - "Special Delivery" - "Kwik-E-Bart" - "Grampa Bart" - "Flu Shot" - Comic #24 - "Hot Air Buffoon" - "The case of the Sax Solo Saboteur" - "No Purchase Necessary" - "Bart goes to the Movies" - "Milhouse... The Girl?" - "Lisa the Vampire Croaker" - "Angry Dad in "Trimming The Hedges" - Comic #25 - "Bart Cops Out" - "If You Can't Wiggum, Join 'Em" - "Worker and Parasite" - "K-Bart" - Comic #26 - "The Book That Ate Springfield!" - "The Secret Life Of Bart Simpson" - "The Great Train Wreck" - Comic #27 - "Spree For All" - "Handy Pop Culture Quotes For All Occasions" - "The Disappearing Duchess - Comic #28 - "Hog Tied" - "Clone Alone" - "Baby Got Back (At Burns)" - Comic #29 - "Fort Knocks"" - The Uter Bomber" - "Signs Of Intelligent Life" - Comic #30 - "Mr. Bart Krabappel" - "Willie and the Weasels" - "Burger Meister"" |

## Publicaciones Especiales
| Big Book of Bart Simpson         | Cómic #1-4   | ISBN 0-06-008469-3 | 9 de julio de 2002  |
| Big Bad Book of Bart Simpson     | Cómic #5-8   | ISBN 0-06-055590-4 | 17 de junio de 2003 |
| Big Bratty Book of Bart Simpson  | Cómic #9-12  | ISBN 0-06-072178-2 | 6 de julio de 2004  |
| Big Beefy Book of Bart Simpson   | Cómic #13-16 | ISBN 0-06-074819-2 | 31 de mayo de 2005  |
| Big Bouncy Book of Bart Simpson  | Cómic #17-20 | ISBN 0-06-112455-9 | 2 de mayo de 2006   |
| Big Beastly Book of Bart Simpson | Cómic #21-24 | ISBN 0-06-123128-2 | 3 de abril de 2007  |